# Myzeqe

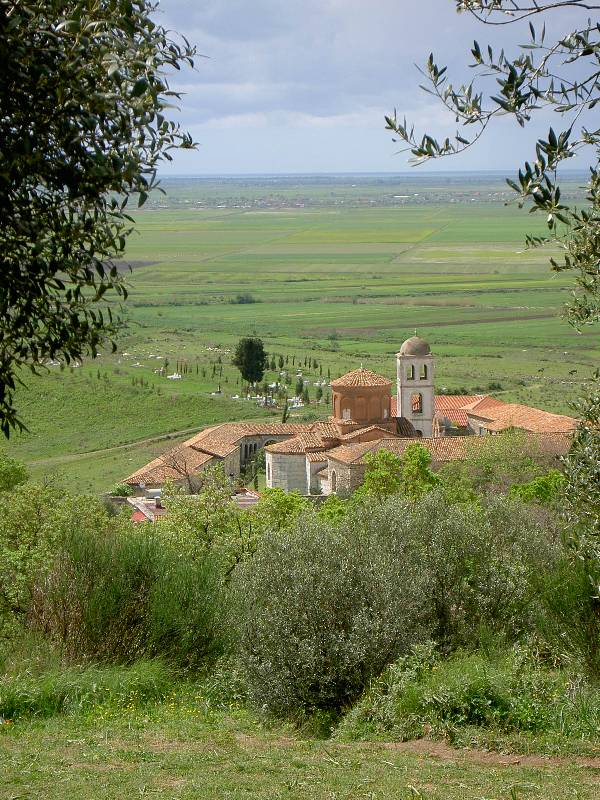
Monastère de Sainte-Marie dominant les ruines grecques d'Apollonie et les plaines de Myzeqe.

Myzeqe ou Myzeqeja (en langue aroumaine : Arman Muzachia), est le nom d'une région couvrant des grandes plaines centrales et occidentales de l'Albanie.

## Histoire
Cette région était déjà peuplée dès l'antiquité grecque avec la ville d'Apollonie d'Illyrie. Plus tard, à l'époque de l'antiquité romaine, la Via Egnatia qui traversait les Balkans passait par les basses plaines de Myzeke.
Le nom de "Myzeqe" dérive de la famille noble albanaise des Muzaka qui possédait, au XVe siècle, la plupart des terres jusqu'à la conquête de l'Empire ottoman. Muzaka Gjon fut le premier membre connu de cette famille noble, qui ont immigré au Italie après de longues années de guerre contre les Turcs. Les Ottomans occupèrent la région et imposèrent de lourdes taxes aux paysans albanais.
La région est peuplée en majorité d’Albanais et d'une minorité d’Aroumains. Chacune de ces deux communautés parle sa langue, l'albanais et l'aroumain.

## Géographie
Les basses terres de la région Myzeqe s'étendent jusque sur la côte adriatique du pays sur une superficie de 1350 km². Il y a encore quelques décennies, ces plaines étaient largement couvertes de marécages. Ce n'est qu'après la Seconde Guerre mondiale que commença l'assèchement des plaines marécageuses. Aujourd'hui, la région est principalement dominée par l'agriculture.